# Harpactocrates ravastellus
Harpactocrates ravastellus es una especie de araña araneomorfa del género Harpactocrates, familia Dysderidae. Fue descrita científicamente por Simon en 1914.
Se distribuye por España y Francia. Se ha encontrado a altitudes de 1100-2400 metros. Habita en bosques de coníferas, también en la hojarasca y debajo de piedras.   